# Habitatge al carrer Mulleres, 34 (Olot)
L'habitatge al carrer Mulleres, 34 d'Olot (Garrotxa) és una obra inclosa a l'Inventari del Patrimoni Arquitectònic de Catalunya.

## Descripció
És una casa de planta rectangular amb tres crugies. Disposa de planta baixa amb una gran porta d'accés situada al costat dret de l'edifici i tres pisos superiors amb balcons. Cal destacar els bonics esgrafiats que decoren la seva façana principal; la planta baixa està estucada i els tres pisos superiors estan ornats amb esgrafiats amb motius florals, amb forma d'estel, dins uns rectangles que s'ubiquen entre balcó i balcó (en total n'hi ha sis poms de flors). És típic de moltes d'aquestes cases les arcades de mig punt, amb capitells, que separen el vestíbul de l'escala: aquesta casa en té dos.

## Història
La urbanització del carrer Mulleres va tenir lloc a la segona meitat del segle xix. Són cases amb alguns elements clàssics, però que donen pas a una arquitectura molt més historicista i eclèctica. Obres interessants d'aquest moment són la plaça de Braus, la urbanització de l'Horta del Carme, el Teatre o certes esglésies i capelles, encara que les obres més importants i de més envergadura són la plaça Clarà i el passeig de Barcelona. A algunes de les cases del carrer Mulleres intervingueren mestres d'obres importants com ara J. Salvat, J. Cordomí o E. Pujol.